# Леони Рисанек
Леополдина (Леони) Рисанек (Беч,14. новембар 1926 — Беч, 7. март 1998) била је аустријска оперска певачица (драмски сопран). Сопран Лоте Рисанек била је Леонина млађа сестра.

## Живот
Рисанек је рођена у Бечу, а као оперска певачица дебитовала је 1949. у Инзбруку. Године 1951. Бајројтски фестивал је поново отворен и нови вођа Виланд Вагнер ју је замолио да пева Зиглинду у Валкири. Био је уверен да ће њен јединствен, млад и леп глас, у комбинацији са ретким глумачким способностима, створити сензацију. Преко ноћи је постала звезда, а улога Зиглинде ју је пратила до краја каријере. Њен последњи наступ је био на Салцбуршком фестивалу у августу 1996, као Клитамнестра у Електри Рихарда Штрауса.
Њен деби у Метрополитен опери догодио се 1959. као Лејди Магбет у Вердијевом Магбету, заменивши Марију Калас која је била „отпуштена“ из продукције. Током своје дугогодишње каријере, тамо је отпевала 299 представа са 24 улоге. Глумила је у представама Вердијевог Набука, у насловној улози Аријадне у Наксосу Рихарда Штрауса, Царице у Дами без сенке, такође од Штрауса, и Јаначекове Ката Кабанова. Ту се опростила као грофица у Пиковој дами Чајковског јануара 1996.
Именована је за управника Бечког фестивала неколико месеци након пензионисања, на тој функцији до своје смрти у Бечу у 71. години. Два дана касније, њој је посвећена продукција Метрополитен опере Вагнеровог Лоенгрина са Беном Хепнером у насловној улози. У тој опери је певала улогу Ортруде у продукцији 1985–86.
Преминула је у Бечу, 1998. године и сахрањена је у Средишњем бечком гробљу (Gruppe 33 G, Nummer 27).

## Глас и улоге
Глас Леони Рисанек се сматра у складу са спинто и драмским сопранским категоријама. Иако је њен глас спадао у горњи део категорија младалачко-драматичног и драматичног сопрана по немачким стандардима, био је искључиво драматичан по италијанским оперским стандардима. Њена издржљивост у високој теситури Штраусових опера је надалеко хваљена. Рисанек је често певала насловну улогу Тоске, а Турандот је певала неколико пута. Такође је певала Леонору у Бетовеновом Фиделију.
Од Вагнерових опера је често певала Елизабету у Танхојзеру, такође Елзу и Ортруду у Лоенгрину. Веома је била цењена због своје изведбе Сенте у Холанђанин луталица. Ипак, улога у којој је била најцењенија била је Зиглинда у Валкири. Због своје вокалне технике и јаке вокалне издржљивости, Леона је  певала многе Вердијеве улоге, посебно Дездемону у Отелу, Лејди Макбет, Амелију у Балу под маскама, Елизабету у Дон Карлосу, Леонору у Моћи судбине и насловну улогу у опери Аида. Такође је певала Абигејл у првој поставци Набука у Метрополитен опери 1960. Ову последњу улогу сматрала је неприкладном, а напор да је изведе више пута током те сезоне довео је до неке гласовне кризе, од које се успешно опоравила.
Иако Аустријанка и Mitteleuropäerin, Рисанек се интересовала за музику из словенских земаља, како руску (Чајковски) тако и чешку (Сметана, Јаначек), што се може разумети јер јој је отац био Чех. Рисанек је певала Турандот и била је хваљена у улози Кундри у Парсифалу на разним фестивалу. Каријеру је започела док је Кирстен Флагстад још била жива, а Биргит Нилссон и Астрид Варнаи на врхунцу својих вокалних способности. Године 1981. Карл Бем ју је убедио да пева Електру за филм Унител (са звучним записом снимљеним у студију), а не уживо у оперској кући. У каснијим годинама, Рисанек се вратила драматичним мецосопран улогама као што су Иродијада у Саломи, Клитемнестра у Електри и Костелничка у Јаначековој Јенуфи. 